# サーカシアン・オルロフ・ウルフハウンド
サーカシアン・オルロフ・ウルフハウンド（英：Circassian Orloff Wolfhound）は、ロシア南部のチェルケス原産のサイトハウンド犬種である。

## 歴史
ボルゾイから派生あるいは親戚関係にあり、よく似た生い立ちと使役を担っている。オルロフもボルゾイと同じく16世紀ごろに誕生したといわれているが、作出に用いられた犬種はよく分かっていない。
主に山中でオオカミを狩るのに用いられていた。ペア（つがい）でオオカミを狩るが、狩り方も基本的にボルゾイのものと非常に似ている。まずオルロフ2頭をリードにつないで単独のオオカミを捜索させ、発見するとリードをはずして狩りに向かわせた。サイトハウンドの持ち味である俊足でオオカミを追いかけ、2頭で挟み撃ちにする。オルロフは2頭で同じ動きをさせてオオカミを撹乱させ、瞬時に隙を突いて1頭がオオカミの首を地面に押さえつける。ボルゾイはこのままオオカミを仕留めることが出来るがオルロフは自ら仕留めることはせず、首を押さえたまま主人が到着するまで待ち続ける。主人が到着するとオオカミは短剣で刺し殺されたり、オルロフの牙を解いて逃がされたり、時には口輪をはめられて番犬用に連れ帰られたりもした。
本種が世界的に有名になったのは1880年代のことで、ヨーロッパの大きなドッグショーにドモヴォイという名の赤毛の雄犬が出場した際、とても高い評価を受けたことがきっかけとなって名が知られた。その後ドモヴォイはロンドンのクリスタルパレス大会をはじめとする数々のドッグショーに出場して多数の賞を獲得し、各国のケネルクラブに犬種の公認登録を検討させるまでに至った。しかし、西側諸国ではあまり人気が出ず、時が流れるにつれてドモヴォイの功績は忘れ去られていってしまった。このことが関係しているか否かは不明であるが、オルロフの公認登録は次第に遠のき、多くのケネルクラブで公認は見送られる結果となった。このため、オルロフは今日もマイナーな犬種の域を脱せておらず、FCIにも公認登録されていない。
現在ほぼ全てが原産地で飼育され、実猟犬として用いられている。ただし、オオカミを狩ることは今日稀となり、他の獲物をかつてと同じ方法で狩っている。

## 特徴
ボルゾイと比べると脚は更に長く、走るときの最高速度もこちらのほうが速いといわれている。コートはくせがなく柔らかでまっすぐなロングコートで、ボリュームは少なめでボルゾイより短めである。毛色はレッド・アンド・ホワイトやグレー・アンド・ホワイトなど。頭部は若干短めで頭頂の突出は少なめ、マズルは長く先細りでストップは浅い。しつけの飲み込みや状況判断力もボルゾイより若干高いとも言われている。
筋肉質の引き締まった体つきをしていて、頭部は小さく脚は非常に長い。サイトハウンド犬種であるため、首、胴、尾も長い。耳はローズ耳、尾は飾り毛のあるサーベル形の垂れ尾。大型犬サイズで、性格は温厚で従順、主人家族にはよくなつくがそれ以外の人に対してはクールであるとされる。身体能力が高く、運動量は非常に多い。